# Have I Told You Lately (nummer)
Have I Told You Lately is een nummer van de Noord-Ierse muzikant Van Morrison. Het nummer verscheen op zijn album Avalon Sunset uit 1989. Op 5 juni dat jaar werd het nummer uitgebracht als de eerste single van het album.

## Achtergrond
"Have I Told You Lately" is een romantische ballad, dat oorspronkelijk was geschreven als een gebed. Het nummer komt voort uit "Someone Like You", een nummer op Morrisons album Poetic Champions Compose uit 1987.
De plaat werd uitluitend een hit in het Engelse en Nederlandse taalgebied. In het Verenigd Koninkrijk werd een bescheiden 74e positie in de UK Singles Chart bereikt. In Ierland werd de 12e positie bereikt, evenals in de VS waar de 12e positie in de "Billboard Hot 100 Adult Contemporary" werd bereikt. In Australië werd de 93e positie behaald.
In Nederland was de plaat op zondag 25 juni 1989 de 280e Speciale Aanbieding bij de KRO op Radio 3 en werd een radiohit in de destijds twee hitlijsten op de nationale publieke popzender. De plaat bereikte de 14e positie in de Nationale Hitparade Top 100 en piekte op een 11e positie in de Nederlandse Top 40. 
In België bereikte de plaat de 14e positie in de voorloper van de Vlaamse Ultratop 50 en de 17e positie in de Vlaamse Radio 2 Top 30. In Wallonië werd géén notering behaald.
Volgens Britse dj's staat "Have I Told You Lately" op de 6e positie in de lijst van "First Dance Wedding Songs". In oktober 2007 ontving Morrison een zogeheten "Million-Air"-certificaat omdat de plaat vier miljoen keer op de radio was gedraaid in het Verenigd Koninkrijk.
In 1991 werd het nummer gecoverd door Rod Stewart voor zijn album Vagabond Heart. In 1993 verscheen een liveversie op het album Unplugged...and Seated en behaalde de 5e positie in zowel de Amerikaanse als de Britse hitlijsten. In 1995 werd het nummer gecoverd door The Chieftains op hun album The Long Black Veil, waar Morrison ook aan meedeed. Deze versie kreeg in 1996 een Grammy Award voor "Best Pop Collaboration with Vocals". De Belgische band Clouseau bracht in 1999 een Nederlandstalige versie van dit nummer uit onder de titel Heb ik ooit gezegd. In 2018 nam Morrison het nummer opnieuw op in een jazzarrangement voor zijn album You're Driving Me Crazy, een samenwerking met orgelspeler Joey DeFrancesco.
Het nummer werd ook in andere talen uitgebracht, waaronder door Emilio Navaira in het Spaans in 1995 ("Hace quanto he dicho que te amo"), Clouseau in het Nederlands in 1999 ("Heb ik ooit gezegd"), Stefan Gwildis in het Duits in 2003 ("Warum komm ich nur so selten dazu") en Brings in het Kölsch in 2009 ("Han ich dir jesaht").
Sinds de allereerste editie in december 1999 staat de plaat van Van Morrison onafgebroken genoteerd in de jaarlijkse NPO Radio 2 Top 2000 van de Nederlandse publieke radiozender NPO Radio 2, met als hoogste notering een 77e positie in 2007.

## Hitnoteringen

### Nederlandse Top 40
| Hitnotering: 22-07-1989 t/m 16-09-1989 | Hitnotering: 22-07-1989 t/m 16-09-1989 | Hitnotering: 22-07-1989 t/m 16-09-1989 | Hitnotering: 22-07-1989 t/m 16-09-1989 | Hitnotering: 22-07-1989 t/m 16-09-1989 | Hitnotering: 22-07-1989 t/m 16-09-1989 | Hitnotering: 22-07-1989 t/m 16-09-1989 | Hitnotering: 22-07-1989 t/m 16-09-1989 | Hitnotering: 22-07-1989 t/m 16-09-1989 | Hitnotering: 22-07-1989 t/m 16-09-1989 | Hitnotering: 22-07-1989 t/m 16-09-1989 |
| Week                                   | 1                                      | 2                                      | 3                                      | 4                                      | 5                                      | 6                                      | 7                                      | 8                                      | 9                                      |                                        |
| -------------------------------------- | -------------------------------------- | -------------------------------------- | -------------------------------------- | -------------------------------------- | -------------------------------------- | -------------------------------------- | -------------------------------------- | -------------------------------------- | -------------------------------------- | -------------------------------------- |
| Nummer                                 | 27                                     | 16                                     | 12                                     | 12                                     | 11                                     | 13                                     | 19                                     | 32                                     | 38                                     | uit                                    |

### Nationale Hitparade Top 100
| Hitnotering: 08-07-1989 t/m 30-09-1989 | Hitnotering: 08-07-1989 t/m 30-09-1989 | Hitnotering: 08-07-1989 t/m 30-09-1989 | Hitnotering: 08-07-1989 t/m 30-09-1989 | Hitnotering: 08-07-1989 t/m 30-09-1989 | Hitnotering: 08-07-1989 t/m 30-09-1989 | Hitnotering: 08-07-1989 t/m 30-09-1989 | Hitnotering: 08-07-1989 t/m 30-09-1989 | Hitnotering: 08-07-1989 t/m 30-09-1989 | Hitnotering: 08-07-1989 t/m 30-09-1989 | Hitnotering: 08-07-1989 t/m 30-09-1989 | Hitnotering: 08-07-1989 t/m 30-09-1989 | Hitnotering: 08-07-1989 t/m 30-09-1989 | Hitnotering: 08-07-1989 t/m 30-09-1989 | Hitnotering: 08-07-1989 t/m 30-09-1989 |
| Week                                   | 1                                      | 2                                      | 3                                      | 4                                      | 5                                      | 6                                      | 7                                      | 8                                      | 9                                      | 10                                     | 11                                     | 12                                     | 13                                     |                                        |
| -------------------------------------- | -------------------------------------- | -------------------------------------- | -------------------------------------- | -------------------------------------- | -------------------------------------- | -------------------------------------- | -------------------------------------- | -------------------------------------- | -------------------------------------- | -------------------------------------- | -------------------------------------- | -------------------------------------- | -------------------------------------- | -------------------------------------- |
| Positie                                | 97                                     | 69                                     | 38                                     | 30                                     | 19                                     | 16                                     | 14                                     | 16                                     | 19                                     | 29                                     | 45                                     | 65                                     | 91                                     | uit                                    |

### NPO Radio 2 Top 2000
| Nummer met noteringen in de NPO Radio 2 Top 2000 | '99 | '00 | '01 | '02 | '03 | '04 | '05 | '06 | '07 | '08 | '09 | '10 | '11 | '12 | '13 | '14 | '15 | '16 | '17 | '18 | '19 | '20 | '21 | '22 | '23 | '24 |
| ------------------------------------------------ | --- | --- | --- | --- | --- | --- | --- | --- | --- | --- | --- | --- | --- | --- | --- | --- | --- | --- | --- | --- | --- | --- | --- | --- | --- | --- |
| Have I Told You Lately                           | 226 | 297 | 154 | 134 | 105 | 130 | 108 | 110 | 77  | 99  | 110 | 123 | 143 | 248 | 245 | 267 | 326 | 381 | 431 | 535 | 579 | 578 | 605 | 645 | 735 | 779 |

1. ↑  Een vetgedrukt getal geeft de hoogste notering aan.

### Evergreen Top 1000
| Evergreen Top 1000 "Have I Told You Lately" | Evergreen Top 1000 "Have I Told You Lately" | Evergreen Top 1000 "Have I Told You Lately" | Evergreen Top 1000 "Have I Told You Lately" | Evergreen Top 1000 "Have I Told You Lately" | Evergreen Top 1000 "Have I Told You Lately" | Evergreen Top 1000 "Have I Told You Lately" | Evergreen Top 1000 "Have I Told You Lately" | Evergreen Top 1000 "Have I Told You Lately" | Evergreen Top 1000 "Have I Told You Lately" | Evergreen Top 1000 "Have I Told You Lately" | Evergreen Top 1000 "Have I Told You Lately" | Evergreen Top 1000 "Have I Told You Lately" | Evergreen Top 1000 "Have I Told You Lately" | Evergreen Top 1000 "Have I Told You Lately" | Evergreen Top 1000 "Have I Told You Lately" | Evergreen Top 1000 "Have I Told You Lately" |
| Jaar                                        | 2008                                        | 2009                                        | 2010                                        | 2011                                        | 2012                                        | 2013                                        | 2014                                        | 2015                                        | 2016                                        | 2017                                        | 2018                                        | 2019                                        | 2020                                        | 2021                                        | 2022                                        | 2023                                        |
| ------------------------------------------- | ------------------------------------------- | ------------------------------------------- | ------------------------------------------- | ------------------------------------------- | ------------------------------------------- | ------------------------------------------- | ------------------------------------------- | ------------------------------------------- | ------------------------------------------- | ------------------------------------------- | ------------------------------------------- | ------------------------------------------- | ------------------------------------------- | ------------------------------------------- | ------------------------------------------- | ------------------------------------------- |
| Positie                                     | -                                           | -                                           | -                                           | -                                           | -                                           | -                                           | -                                           | 510                                         | 298                                         | 171                                         | 263                                         | 278                                         | 227                                         | 210                                         | 243                                         | 275                                         |